# 欧州保険・企業年金監督局
欧州保険・企業年金監督局（おうしゅうほけんきぎょうねんきんかんとくきょく、英: European Insurance and Occupational Pensions Authority、略称: EIOPA）は、欧州連合の専門機関の一つ。2011年1月1日に欧州保険・企業年金監督委員会（CEIOPS）を母体に設立される。本部はドイツ連邦共和国フランクフルト・アム・マインに所在する。同局は欧州金融監督制度（en:European System of Financial Supervisors）内で設立された3つある新しい欧州監督機関の一つである。
日本語訳には他に欧州保険企業年金監督庁がある。

## 概要
欧州保険・企業年金監督局は欧州証券市場監督局と同様に法人格を有し、欧州証券市場監督局規則と協議される権限内で行為をする。
欧州保険・企業年金監督局は金融機関、金融コングロマリット、投資会社、決済機関、電子マネー機関の活動分野で役割を果たし、コーポレート・ガバナンス、監査および財務報告の事項を含む。
欧州保険・企業年金監督局の中核的責任は金融制度の安定、市場や金融商品の透明性、保険契約者、年金制度加入者および受給者の保護を支援することである。欧州保険・企業年金監督局も保険事業、再保険事業、金融コングロマリット、企業退職者準備金や保険仲介者団体の分野で活動することが欧州保険・企業年金監督局規則第1.2条に言及されており、これにコーポレート・ガバナンス問題を含み、会計検査と財務報告は当局による行為が効果的で一貫した適用を確保するために必要であると定めた。
欧州保険・企業年金監督局は、欧州証券市場監督局にある監理委員会、管理委員会、議長および役員、そして審判部など、類似した組織構成をとっている。欧州証券市場監督局と共有する業務の他に、保険契約者、年金計画の加入者と受給者の保護を促進する必要がある。
上述した業務を達成するため、欧州保険・企業年金監督局は監査機関技術規格草案や実施技術規格を開発する能力を与えられ、ガイドラインおよび勧告、特定事案での関係当局や金融機関向け個別意思決定を行うため、製品特性や流通過程、その他の影響を評価するための一般的方法論の開発をする。